# 前原瑞樹
前原 瑞樹（まえはら みずき、1992年10月5日 - ）は、日本の俳優。長崎県長崎市出身。BLUE LABEL所属。

## 経歴
長崎県立長崎東高校、明治大学文学部演劇学専攻卒業。高校生までは弁護士志望だったが、バンクーバーオリンピックで演技をする浅田真央を見てなぜか俳優志望に転向したという。映画美学校アクターズ・コース第2期初等科修了。大学4年生のときに青年団に入団。
2020年には自身の失恋を基にし、共同脚本・主演を務めた映画『アボカドの固さ』が第41回ぴあフィルムフェスティバルにおいて「ひかりTV賞」を受賞し、第20回TAMA NEW WAVEにおいては「ある視点部門」に入選している。
2023年は『舞いあがれ!』、『らんまん』と続けて連続テレビ小説に出演している。
2024年に金子大地と三村和敬とともにユニット「惚てってるズ」を結成し、旗揚げ公演『惚てはじめ』を行った。

## 人物
- 特技はトランペット、剣玉。中学・高校時代に吹奏楽部に所属し、トランペットを担当していた[5]。
- 中日ドラゴンズのファン[5]。昔から家族で応援している様子がSNSからもうかがえる。
- 同姓の俳優、前原滉とはテレビドラマなど同じ作品に出演することが多いが、血縁関係はない[1]。

## 出演

### テレビドラマ
- 連続テレビ小説（NHK総合）
  - ひよっこ（2017年） - 優子の夫 役
  - 舞いあがれ!（2023年） - 椿山修 役[10]
  - らんまん（2023年）- 藤丸次郎 役[5]
- ゴッドタン（2016年、テレビ東京）
- 帝一の國〜学生街の喫茶店〜（2017年、フジテレビ）[11]
- 土曜時代ドラマ アシガール（2017年）
- いよっ!弁慶（2018年10月、NHK総合） - 亀谷六郎 役
- 賭ケグルイ season2（2019年） - 真能寺 役
- 伝説のお母さん（2020年、NHK総合） - クウカイ 役[4]
- 乃木坂シネマズ～STORY of 46～ 第8話「ツダモモエ」（2020年、フジテレビ） - ネジ 役
- アノニマス〜警視庁“指殺人”対策室〜 第1話（2021年）[12]
- 消えた初恋（2021年10月 - 12月、テレビ朝日） - 大路弘夢 役[13]
- ダメな男じゃダメですか?（2022年、テレビ東京） - 有川役
- 真夜中にハロー! 第8話（2022年、テレビ東京）[14]
- あせとせっけん 第5話（2022年、MBS） - 立石 役[15]
- 恋せぬふたり 第7話・第8話（2022年、NHK総合） - 水谷 役
- シェアするラ! インスタントラーメンアレンジ部はじめました。（2022年4月、BS-TBS）[16]
- 正直不動産 第9話（2022年、NHK総合）
- NICE FLIGHT!（2022年、テレビ朝日）
- ザ・トラベルナース（2022年10月 - 12月、テレビ朝日） - 新田明 役[17]
- ノンレムの窓 2022・秋（2022年、日本テレビ）[18]
- スイートモラトリアム 第3話・第9話（2023年、TBS）[19]
- わたしの夫は--あの娘の恋人-- 第5話（2023年、テレビ大阪・BSテレ東） - バーの客役
- 風間公親-教場0- 第7話（2023年5月、フジテレビ） - 元木伊智朗 役[20]
- 彼女たちの犯罪（2023年、日本テレビ） - 田岡役[21]
- 単身花日（2023年10月 - 12月、テレビ朝日） - 鳥貝拓也 役[22]
- 厨房のありす（2024年1月 - 3月、日本テレビ） - 三國谷優作 役[23]
- アンチヒーロー 第1話 - 3話（2024年4月、TBS） - 佐藤涼 役[24][25]
- アンメット ある脳外科医の日記 第4話（2024年5月、関西テレビ・フジテレビ） - 加瀬誠 役[26]
- それぞれの孤独のグルメ 第2話・第3話（2024年10月、テレビ東京） - 中田和也 役
- 若草物語-恋する姉妹と恋せぬ私-（2024年10月、日本テレビ） - 青木 役[27]
- 海に眠るダイヤモンド 第6話 - 最終話（2024年12月1日 - 22日、TBS） - 池ヶ谷虎次郎 役[28]
- 架空名作劇場 人情刑事 呉村安太郎「闇バイトが殺される！復讐のニセ老婆」（2025年8月19日、テレビ東京） - 久松亨 役[29]
- じゃあ、あんたが作ってみろよ（2025年10月〈予定〉 - 、TBS） - 白崎ルイ 役[30]

### 映画
- 友だちのパパが好き（2015年、山内ケンジ監督）[31]
- WHO IS THAT MAN !?（2015年、沖島勲監督）
- 帝一の國（2017年、永井聡監督）
- さようなら、ごくろうさん（2017年）[32]
- 世界でいちばん長い写真（2018年、草野翔吾監督）[33]
- あの日々の話（2019年、玉田真也監督）[34]
- WE ARE LITTLE ZOMBIES（2019年）[35]
- アボカドの固さ（2019年、城真也監督） - 主演・前原瑞樹 役※共同脚本[7]
- 僕の好きな女の子（2020年）[36]
- 十六夜の月子（2021年）[37]
- Bittersand（2021年、杉岡知哉監督） - 藤田真司 役[38]
- 街の上で（2021年、今泉力哉監督）[39]
- 僕たちは変わらない朝を迎える（2021年） - 黒田翔太 役[40]
- 東京リベンジャーズ（2022年、英勉監督）[41]
- そばかす（2022年、玉田真也監督）[42]
- リンゴをかじる女、風を売る男（2022年）[43]
- The Night Before 飛べない天使（2023年、堀井綾香監督）[44]
- 笑いのカイブツ（2024年）[1]
- ショウタイムセブン（2025年、渡辺一貴監督） - 矢吹一平 役[45]
- はらむひとびと（2025年、中嶋駿介監督） - 乾雅人 役[46][47]
- ベートーヴェン捏造（2025年公開予定、関和亮監督） - チェルニー 役[48]

### 舞台
- 革命日記（2013年）[49]
- Ank『サマーパレード』（2013年）[50]
- 青年団『S高原から』（2014年）[51]
- 青年団『忠臣蔵武士篇』（2014年）
- Cui?『止まらない子供たちが轢かれてゆく』（2014年）
- Closet（2014年）[52]
- 青年団『南へ』（2015年）[53]
- 水素74%『誰』（2015年）[54]
- 水素74%『わたし』（2015年）
- 青年団『忠臣蔵武士篇』（2015年）
- ナカゴー『暴れ馬 / レモネード / コーキーと共に』（2016年）
- gojunko『不完全な己たち』（2016年）
- 青年団+城山羊の会『ザ・レジスタンス、抵抗』（2016年）[55]
- 青年団リンク玉田企画『あの日々の話』（2016年）[56]
- ブルドッキングヘッドロック『バカシティ』（2016年）[57]
- 青年団第76回公演『さよならだけが人生か』（2017年 - 2018年）[58]
- 木星のおおよその大きさ（2018年）[59]
- 水素74％『ロマン」（2018年）[60]
- 範宙遊泳『#禁じられたた遊び』（2018年）[61]
- 玉田企画『かえるバード』（2019年）[62]
- 青年団『東京ノート』（2020年） - 橋爪幹夫 役[63][64]
- 玉田企画『サマー』（2021年）[65]
- 玉田企画『영（ヨン）』（2022年）[66]
- 玉田企画『変心』『披露宴』（2022年）[67]
- 惚てってるズ『惚てはじめ』（2024年）[9]
- 球体の球体（2024年）[68]
- 玉田企画2025年新作公演（2025年）[69]
- 惚てってるズ『惚て並み拝見』（2025年）[70]

### CM
- T.M.R.風 黒ガムテ巻き方講座
- サントリーCCレモン WEB CM「仕込み筋肉3号機」 - 主演
- ローソンちょいのり保険
  - ドライブデート編
  - パパにお願い編
  - 自信がちょいもてる編
- キリン×まねきケチャ ショートフィルム 「Tappiness」
- Google アシスタント
  - それ、Google にやらせよう。 篇
  - いろいろ Google にやらせてみた。スマホ 篇
  - 旅先で翻訳したい（Android） 篇
- マクドナルド 三角チョコパイ 黒・白「食べてないのは私だけ?!」篇
- 神明ホールディングス「10分ごはん きちんと食べる カラダが変わる」 - ナレーション
- クラシル - ナレーション
- ユニバーサルホーム「相合屋根・床フクロウ」編 - ナレーション
- モバイルストライク（モバスト）「合コンSTRIKE 防御編」
- 星のドラゴンクエスト 「伝説の装備篇・モガふり」篇
- テンプスタッフ 「さすが！」篇 「気になる」篇
- 花王 アタックZERO「機能性インナー」篇
- バンダイ びっくら？たまご ドラマチックお風呂シリーズ
- BAT glo「Long Battery編」
- ZXY（ジザイ）CM 「社長、動く」篇
- ハウス食品 うまかっちゃん

### PV
- 乃木坂46個人PV集 斉藤優里「愛の二等辺三角形」（森翔太監督）

### 配信ドラマ
- 湘南純愛組！（2020年、Amazon Prime Video) - 走真 役[71]
- ショート・プログラム「Dreamer」（2022年、Amazon Prime Video）[72]
- アクトレス（2023年、Lemino） - 阿部 役[73]
- Naokiman HORROR SHOW「視線」（2023年8月19日、DMM TV）[74]
- 僕の手を売ります（2023年、FOD）[75]
- 単身花盛り 花の男 - 片山直哉 第3話（2023年11月26日、TELASA） - 鳥貝拓也 役[76]
- 外道の歌（2024年12月6日 - 、DMM TV） - 長久保豊 役[77]

### その他
- 前原兄弟！？～クリスマスイブの夜～ 梅田Lateral（2024年12月24日）